# Ruthin
Ruthin (velšsky Rhuthun) je tržní město v hrabství Denbighshire ve Walesu ve Spojeném království. Poblíž města se nacházejí vesnice Pwllglas a Rhewl. Název pochází z velšského rhudd (červený) a din (pevnost) podle barvy pískovcového podloží, z něhož byl místní hrad v letech 1277-1284 postaven.
V roce 2011 zde žilo 5 461 obyvatel, z čehož 49 % byli muži. Průměrný věk byl 42,3 let. 68 % obyvatelstva se narodilo ve Walesu a 25 % v Anglii. Velšsky mluvící obyvatelé tvoří 42 % obyvatel města.